# Matador (dominospel)

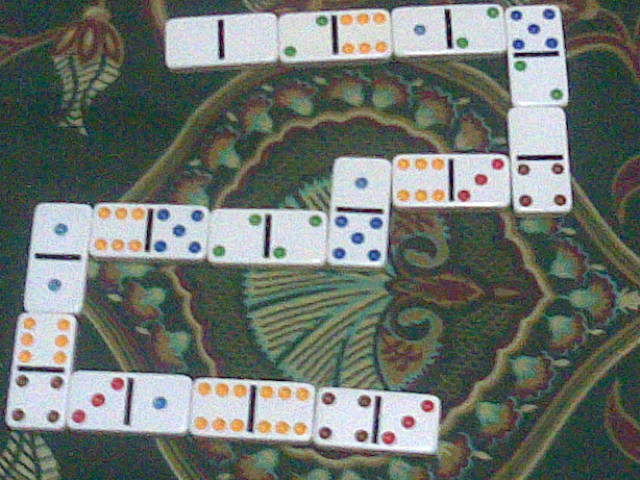
Ett pågående parti matador.

Matador är ett sällskapsspel som hör till kategorin dominospel. En uppsättning med 28 brickor (med 0–6 ögon) används, och 2–4 spelare kan delta.
Vid spel på två tar deltagarna sju brickor var. Om tre eller fyra deltar, kan man nöja sig med fem eller sex brickor per spelare. Matador spelas efter samma grundläggande regler som traditionell domino, med den viktiga skillnaden att de brickhalvor som ligger mot varandra inte ska visa samma antal ögon, utan i stället tillsammans ge ögonsumman 7. Intill en sexa ska alltså läggas en etta, intill en femma en tvåa och så vidare. Dubbelbrickor läggs inte på tvären, utan ände mot ände.
Fyra av brickorna, 6-1, 5-2, 4-3 och 0-0, har en speciell funktion i spelet och kallas matadorer. De kan läggas ut mot vilken annan bricka som helst och är de enda brickor som går att lägga mot en brickhalva med 0 ögon. Den som spelar ut matadoren bestämmer själv vilken halva av brickan som ska ligga ytterst. En spelare som inte har någon bricka som går att lägga ut, och som av taktiska skäl inte vill använda en eventuell matador, måste dra brickor från högen tills en spelbar bricka kommer upp. Den spelare som först blivit av med alla sina brickor vinner spelet. Om spelet låser sig vinner den som har minsta sammanlagda antalet ögon på sina återstående brickor.

## Variant
Matador går även att spela med ett dominoset med 55 brickor (0–9 ögon). Brickhalvor som ligger intill varandra ska då tillsammans ge ögonsumman 10. Matadorerna utgörs av brickorna 9-1, 8-2, 7-3, 6-4, 5-5 och 0-0..